# Jung Sung-ryong
Jung Sung-Ryong (Hangul: 정성룡; Jeju, 4 januari 1985) is een Zuid-Koreaans voetballer die speelt als doelman. In januari 2016 verruilde hij Suwon Bluewings voor Kawasaki Frontale. Jung maakte in 2007 zijn debuut in het Zuid-Koreaans voetbalelftal.

## Clubcarrière
Jung tekende in 2003 zijn eerste professionele contract, bij Pohang Steelers. Na drie geen wedstrijd te hebben gespeeld, kreeg hij vanaf 2006 een basisplaats Hij werd tevens landskampioen met de club in 2007. In februari 2008 verkaste de doelman naar Seongnam FC, waar hij een basisplaats kreeg en ook behield. Op 28 januari 2011 ondertekende Jung een vijfjarige verbintenis bij Suwon Bluewings. Na afloop van dit contract ging de doelman voor het eerst in het buitenland spelen: het Japanse Kawasaki Frontale trok hem aan.

## Interlandcarrière
Jung maakte zijn debuut in het Zuid-Koreaans voetbalelftal op 30 januari 2008. Op die dag werd een vriendschappelijke wedstrijd tegen Chili met 0–1 verloren. De doelman was erg lang reserve achter de onbetwiste nummer één Lee Woon-jae, maar na diens voetbalpensioen werd Jun eerste keus onder de Zuid-Koreaanse lat. Hij was tevens actief tijdens het WK 2010, waar hij in vier wedstrijden acht tegendoelpunten kreeg.